# Copa de Competencia (Asociación Amateurs)
A Copa de Competencia foi uma competição de futebol oficial entre clubes da Argentina.[carece de fontes?] Teve quatro edições, a primeira em 1920, e após uma pausa, mais três edições entre 1924 e 1926. O torneio foi organizado pela Asociación Amateurs de Football (AAmF), uma liga dissidente, desmembrada da entidade oficial ante à FIFA, a Asociación Argentina de Football (AAF). A AAmF foi fundada em 22 de setembro de 1919 e deixou de existir formalmente com sua fusão com a AAF (atual AFA) em 22 de setembro de 1926.

## História
A edição inaugural da copa foi organizada pela Asociación Amateurs de Football (AAmF) e disputada por 21 clubes de ligas dissidentes de Buenos Aires e Rosário. O campeão foi o Rosario Central, que venceu o Almagro por 2 a 0.[carece de fontes?] O ganhador não qualificou-se para uma final internacional ante os uruguaios, pois, a entidade oficial era a Asociación Argentina de Football. As três edições seguintes, disputadas entre 1924 a 1926, foram conquistadas pelo mesmo clube, o Independiente da cidade de Avellaneda. Nestas três últimas edições, participaram apenas clubes da liga dissidente de Buenos Aires, já que os representantes de Rosario se juntaram à Liga Rosarina de Fútbol. 

## Edições

### Finais
| Ano  | Campeão         | Placar(es)        | Vice-campeão     |
| ---- | --------------- | ----------------- | ---------------- |
| 1920 | Rosario Central | 2 – 0             | Sportivo Almagro |
| 1924 | Independiente   | 1 – 1 0 – 0 1 – 0 | Sportivo Almagro |
| 1925 | Independiente   | 2 – 0             | Sportivo Palermo |
| 1926 | Independiente   | 3 – 1             | Lanús            |

### Títulos por clube
| Time            | Títulos | Ano(s) do(s) título(s) |
| --------------- | ------- | ---------------------- |
| Independiente   | 3       | 1924, 1925, 1926       |
| Rosario Central | 1       | 1920                   |